# Royal Gold Medal
La Royal Gold Medal un riconoscimento annuale per l'architettura che viene assegnato dal Royal Institute of British Architects a nome del monarca britannico, come riconoscimento a un singolo o a un gruppo che ha dato un sostanziale contributo all'architettura internazionale.

## Storia
Fu assegnato per la prima volta nel 1848 a Charles Robert Cockerell, e tra i suoi vincitori vi sono molti dei più noti architetti del XIX e XX secolo, inclusi Sir Giles Gilbert Scott (1925), Frank Lloyd Wright (1941) e Le Corbusier (1953). Nel 1992 l'ingegnere delle strutture Peter Rice divenne il terzo ingegnere a ricevere il premio, mentre il primo fu Pier Luigi Nervi nel 1960 e il secondo Ove Arup nel 1966. Un'altra eccezione di rilievo è stata la consegna del premio nel 1999 alla città di Barcellona.
Il premio è assegnato per un corpus di lavori, e non per un singolo edificio o seguendo mode recenti.

## Cronologia dei vincitori
- 2024 - Lesley Lokko - Ghana/Scozia[1]
- 2023 - Yasmeen Lari - Pakistan
- 2022 - Balkrishna Vithaldas Doshi - India
- 2021 – Sir David Adjaye – Regno Unito/Ghana
- 2020 – Grafton Architects; Irlanda
- 2019 – Sir Nicholas Grimshaw – Regno Unito
- 2018 – Neave Brown - Stati Uniti/Regno Unito
- 2017 – Paulo Mendes da Rocha – Brasile
- 2016 – Zaha Hadid – Regno Unito/Iraq
- 2015 – Sheila O'Donnell and John Tuomey – Irlanda
- 2014 – Joseph Rykwert – Regno Unito
- 2013 – Peter Zumthor – Svizzera
- 2012 – Herman Hertzberger – Olanda
- 2011 – David Chipperfield – Regno Unito
- 2010 – Ieoh Ming Pei – Cina/Stati Uniti
- 2009 – Álvaro Siza Vieira – Portogallo
- 2008 – Edward Cullinan – Regno Unito
- 2007 – Herzog & de Meuron – Svizzera
- 2006 – Toyoo Itō – Giappone
- 2005 – Frei Otto – Germania
- 2004 – Rem Koolhaas – Olanda
- 2003 – Rafael Moneo – Spagna
- 2002 – Archigram – Regno Unito
- 2001 – Jean Nouvel – Francia
- 2000 – Frank Gehry – Stati Uniti
- 1999 – Città di Barcellona – Spagna
- 1998 – Oscar Niemeyer – Brasile
- 1997 – Tadao Ando – Giappone
- 1996 – Harry Seidler – Austria/Australia
- 1995 – Colin Rowe – Regno Unito/Stati Uniti
- 1994 – Michael and Patricia Hopkins – Regno Unito
- 1993 – Giancarlo De Carlo – Italia
- 1992 – Peter Rice – Irlanda
- 1991 – Colin Stansfield Smith – Regno Unito
- 1990 – Aldo van Eyck – Olanda
- 1989 – Renzo Piano – Italia
- 1988 – Richard Meier – Stati Uniti
- 1987 – Ralph Erskine – Regno Unito
- 1986 – Arata Isozaki – Giappone
- 1985 – Sir Richard Rogers – Regno Unito
- 1984 – Charles Correa – India
- 1983 – Sir Norman Foster – Regno Unito
- 1982 – Berthold Lubetkin – Regno Unito/Georgia
- 1981 – Sir Philip Dowson – Regno Unito
- 1980 – James Stirling – Regno Unito
- 1979 – Charles and Ray Eames – Stati Uniti
- 1978 – Jørn Utzon – Danimarca
- 1977 – Sir Denys Lasdun – Regno Unito
- 1976 – Sir John Summerson – Regno Unito
- 1975 – Michael Scott – Irlanda
- 1974 – Powell and Moya – Regno Unito
- 1973 – Sir Leslie Martin – Regno Unito
- 1972 – Louis I Kahn – Stati Uniti
- 1971 – Hubert de Cronin Hastings – Regno Unito
- 1970 – Robert Matthew – Regno Unito
- 1969 – Jack Coia – Regno Unito
- 1968 – Buckminster Fuller – Stati Uniti
- 1967 – Sir Nikolaus Pevsner – Regno Unito
- 1966 – Ove Arup – Regno Unito
- 1965 – Kenzo Tange – Giappone
- 1964 – Edwin Maxwell Fry – Regno Unito
- 1963 – William Holford, Baron Holford – Regno Unito
- 1962 – Sven Markelius – Svezia
- 1961 – Lewis Mumford – Stati Uniti
- 1960 – Pier Luigi Nervi – Italia
- 1959 – Ludwig Mies van der Rohe – Germania/Stati Uniti
- 1958 – Robert Schofield Morris – Canada
- 1957 – Alvar Aalto – Finlandia
- 1956 – Walter Gropius – Germania/Stati Uniti
- 1955 – John Murray Easton – Regno Unito
- 1954 – Sir Arthur George Stephenson – Regno Unito
- 1953 – Le Corbusier – Francia
- 1952 – George Grey Wornum – Regno Unito
- 1951 – Emanuel Vincent Harris – Regno Unito
- 1950 – Eliel Saarinen – Finlandia
- 1949 – Sir Howard Robertson – Regno Unito
- 1948 – Auguste Perret – Francia
- 1947 – Sir Albert Richardson – Regno Unito
- 1946 – Sir Patrick Abercrombie – Regno Unito
- 1945 – Victor Vesnin – Unione Sovietica
- 1944 – Sir Edward Maufe – Regno Unito
- 1943 – Sir Charles Herbert Reilly – Regno Unito
- 1942 – William Curtis Green – Regno Unito
- 1941 – Frank Lloyd Wright – Stati Uniti
- 1940 – Charles Voysey – Regno Unito
- 1939 – Sir Percy Thomas – Regno Unito
- 1938 – Ivar Tengbom – Svezia
- 1937 – Sir Raymond Unwin – Regno Unito
- 1936 – Charles Holden – Regno Unito
- 1935 – Willem Marinus Dudok – Olanda
- 1934 – Henry Vaughan Lanchester – Regno Unito
- 1933 – Sir Charles Reed Peers – Regno Unito
- 1932 – Hendrik Petrus Berlage – Olanda
- 1931 – Sir Edwin Cooper – Regno Unito
- 1930 – Percy Worthington – Regno Unito
- 1929 – Victor Laloux – Francia
- 1928 – Sir Guy Dawber – Regno Unito
- 1927 – Sir Herbert Baker – Regno Unito
- 1926 – Ragnar Östberg – Svezia
- 1925 – Sir Giles Gilbert Scott – Regno Unito
- 1924 – Nessun premio assegnato
- 1923 – Sir John James Burnet – Regno Unito
- 1922 – Thomas Hastings – Stati Uniti
- 1921 – Sir Edwin Lutyens – Regno Unito
- 1920 – Charles Girault – Francia
- 1919 – Leonard Stokes – Regno Unito
- 1918 – Ernest Newton – Regno Unito
- 1917 – Henri Paul Nénot – Francia
- 1916 – Sir Robert Rowand Anderson – Regno Unito
- 1915 – Frank Darling – Canada
- 1914 – Jean-Louis Pascal – Francia
- 1913 – Sir Reginald Blomfield – Regno Unito
- 1912 – Basil Champneys – Regno Unito
- 1911 – Wilhelm Dörpfeld – Regno Unito
- 1910 – Sir Thomas Graham Jackson – Regno Unito
- 1909 – Sir Arthur Evans – Regno Unito
- 1908 – Honoré Daumet – Francia
- 1907 – John Belcher – Regno Unito
- 1906 – Sir Lawrence Alma-Tadema – Olanda
- 1905 – Sir Aston Webb – Regno Unito
- 1904 – Auguste Choisy – Francia
- 1903 – Charles Follen McKim – Stati Uniti
- 1902 – Thomas Edward Collcutt – Regno Unito
- 1901 – Nessun premio assegnato
- 1900 – Rodolfo Lanciani – Italia
- 1899 – George Frederick Bodley – Regno Unito
- 1898 – George Aitchison – Regno Unito
- 1897 – Pierre Cuypers –  Olanda
- 1896 – Sir Ernest George – Regno Unito
- 1895 – James Brooks – Regno Unito
- 1894 – Lord Leighton – Regno Unito
- 1893 – Richard Morris Hunt – Stati Uniti
- 1892 – César Daly – Francia
- 1891 – Sir Arthur Blomfield – Regno Unito
- 1890 – John Gibson – Regno Unito
- 1889 – Sir Charles Thomas Newton – Regno Unito
- 1888 – Baron Theophil von Hansen – Austria
- 1887 – Ewan Christian – Regno Unito
- 1886 – Charles Garnier – Francia
- 1885 – Heinrich Schliemann – Germania
- 1884 – William Butterfield – Regno Unito
- 1883 – Francis Penrose – Regno Unito
- 1882 – Heinrich von Ferstel – Austria
- 1881 – George Godwin – Regno Unito
- 1880 – John Loughborough Pearson – Regno Unito
- 1879 – Marquis Melchior de Vogüé – Francia
- 1878 – Alfred Waterhouse – Regno Unito
- 1877 – Charles Barry – Regno Unito
- 1876 – Joseph-Louis Duc – Francia
- 1875 – Edmund Sharpe – Regno Unito
- 1874 – George Edmund Street – Regno Unito
- 1873 – Thomas Henry Wyatt – Regno Unito
- 1872 – Friedrich von Schmidt – Germania/Austria
- 1871 – James Fergusson – Regno Unito
- 1870 – Benjamin Ferrey – Regno Unito
- 1869 – Karl Richard Lepsius – Germania
- 1868 – Sir Austen Henry Layard – Regno Unito
- 1867 – Charles Texier – Francia
- 1866 – Sir Matthew Digby Wyatt – Regno Unito
- 1865 – Sir James Pennethorne – Regno Unito
- 1864 – Eugène Viollet-le-Duc – Francia
- 1863 – Anthony Salvin – Regno Unito
- 1862 – Rev Robert Willis – Regno Unito
- 1861 – Jean-Baptiste Lesueur – Francia
- 1860 – Sydney Smirke – Regno Unito
- 1859 – Sir George Gilbert Scott – Regno Unito
- 1858 – Friedrich August Stüler – Germania
- 1857 – Owen Jones – Regno Unito
- 1856 – Sir William Tite – Regno Unito
- 1855 – Jacques Ignace Hittorff – Francia
- 1854 – Philip Hardwick – Regno Unito
- 1853 – Sir Robert Smirke – Regno Unito
- 1852 – Leo von Klenze – Germania
- 1851 – Thomas Leverton Donaldson – Regno Unito
- 1850 – Sir Charles Barry – Regno Unito
- 1849 – Luigi Canina – Italia
- 1848 – Charles Robert Cockerell – Regno Unito